# Championnats de France de triathlon longue distance 2010
Navigation
Édition précédente Édition suivante
Cet article présente les résultats du Championnats de France de triathlon longue distance 2010, qui a eu lieu à Dijon le dimanche 4 juillet 2010.

## Championnat de France de triathlon longue distance 2010

### Résultats

#### Homme
|        | Triathlète       | Temps           |
| ------ | ---------------- | --------------- |
| Or     | Stéphane Poulat  | 4 h 02 min 05 s |
| Argent | François Chabaud | 4 h 03 min 55 s |
| Bronze | Sylvain Sudrie   | 4 h 05 min 37 s |
| 4      | Hervé Faure      | 4 h 07 min 19 s |
| 5      | Bertrand Billard | 4 h 08 min 20 s |
| 6      | Franky Batelier  | 4 h 10 min 41 s |
| 7      | Grégory Bouttier | 4 h 13 min 00 s |

#### Femme
|        | Triathlète         | Temps           |
| ------ | ------------------ | --------------- |
| Or     | Delphine Pelletier | 4 h 33 min 55 s |
| Argent | Johanna Daumas     | 4 h 43 min 32 s |
| Bronze | Sabrina Godard     | 4 h 50 min 39 s |